# (6741) Liyuan
(6741) Liyuan es un asteroide perteneciente al cinturón de asteroides, descubierto el 31 de marzo de 1994 por Kin Endate y el también astrónomo Kazuro Watanabe desde el Observatorio de Kitami, Hokkaidō, Japón.

## Designación y nombre
Designado provisionalmente como 1994 FX. Fue nombrado Liyuan en honor de Li Yuan (n. 1925), divulgador de la astronomía en la República Popular China. Desempeñó un papel importante en la inauguración del Planetario de Beijing en 1957 y se desempeñó como líder de las actividades del planetario en China. Ha publicado más de 50 libros sobre ciencia, incluida astronomía, y ha contribuido frecuentemente en publicaciones nacionales y extranjeras.

## Características orbitales
Liyuan está situado a una distancia media del Sol de 2,303 ua, pudiendo alejarse hasta 2,751 ua y acercarse hasta 1,855 ua. Su excentricidad es 0,195 y la inclinación orbital 5,707 grados. Emplea 1276,63 días en completar una órbita alrededor del Sol.

## Características físicas
La magnitud absoluta de Liyuan es 13,87. Tiene 4,622 km de diámetro y su albedo se estima en 0,396.